# Hallau
Hallau (bis 1934 offiziell Unterhallau) ist eine politische Gemeinde des Schweizer Kantons Schaffhausen. Die Rebbaugemeinde liegt im Klettgau nördlich des Rheins an der Grenze zwischen Deutschland und der Schweiz. Zur Gemeinde gehört auch der Weiler Wunderklingen auf der anderen Seite des Hallauerberges.

## Geschichte

Grenzwachtmannschaft in Unter Hallau, Kompanie III/64, 1914–1918

Historisches Luftbild aus 400 m von Walter Mittelholzer von 1923

Im Jahr 1064 wird Hallau das erste Mal urkundlich erwähnt. Hall- geht wahrscheinlich auf althochdeutsch hal ‚Salzquelle‘ zurück, -au auf althochdeutsch ouwa ‚Land am Wasser‘.
Die Gemeinde erwarb 1457 von Junker Heinrich von Erzingen den Ort Wunderklingen, in welchem Hallau fortan die niedere Gerichtsbarkeit ausübte. 1491 wurde die Bergkirche St. Moritz errichtet. Die Dorfkirche St. Moritz, fälschlicherweise auch St. Ulrich genannt, bestand schon viel länger, wie archäologische Untersuchungen 1954 zeigten. 1526 trennte sich Oberhallau von Hallau (Unterhallau) und bildete eine eigene Gemeinde. 1547 wurden erstmals die 16 Fahnen erwähnt, in welche alle wehrfähigen Hallauer zur Verteidigung des Dorfes eingeteilt wurden. Heute leben die 16 Fahnen in den Hallauer Tischgenossenschaften weiter. 1564, 1611 und 1629 wütete in Hallau die Pest. 1629 wurde das erste Hallauer Kirchenbuch erstellt. 1713 löste sich Oberhallau auch kirchlich von der Gemeinde Hallau. 1831 zogen die Hallauer bewaffnet vor die Stadt Schaffhausen, um ihren Willen bei der neuen Verfassung durchzusetzen. 1853 wurde das Ortsmuseum von Johann Georg Pfund gegründet. 1871 nahm Hallau 100 Bourbaki-Soldaten auf; einer verstarb und wurde bei der Bergkirche begraben. 1895 wurde in Wunderklingen das Wasser- und Elektrizitätswerk Hallau (WEH) gebaut. 1905 wurde eine Tramlinie nach Schleitheim eingeweiht, 1927 folgte das erste Postauto, 1927 wurde die Pferdepost beendet. 1945 bis 1956 fand eine Güterzusammenlegung des vorher zerstückelten landwirtschaftlichen Grundbesitzes statt.

## Wappen
| Wappen von Hallau | Blasonierung: «In rot eine weisse Lilie, oben und unten begleitet in der Pfahlstelle von je einem sechszackigen gelben Stern.» |
| Wappen von Hallau | Wappenbegründung: Über den Ursprung des Wappens von Hallau ist nichts Sicheres bekannt. Vermutlich stammt das Wappen von demjenigen des Landvogtes Heinrich von Lützelhuser, der 1370–1373 in Neunkirch Vogt war, und somit auch über Hallau herrschte. Eben zu jener Zeit war der Bischof von Konstanz mit der Stadt in Streitigkeiten verwickelt, bei denen ihm Neunkirch nachweislich finanziell half. Wahrscheinlich leisteten die Hallauer auch Hilfe und erhielten als Dank das Recht, ein Wappen zu führen. Als solches übernahmen sie dasjenige ihres Vogtes. Das erste Hallauer Siegel ist von 1542 erhalten und zeigt ebendieses Wappen. Da Hallau über die Jahrhunderte nur dieses Wappensymbol geführt hatte, war es selbstverständlich, dass es 1949 als offizielles Gemeindewappen bestätigt wurde. |

## Bevölkerung
Am 31. Dezember 2020 hatte Hallau 2'180 Einwohner. Der Ausländeranteil betrug 16,9 %. 20,7 % der Bevölkerung waren unter 20 Jahre alt, 54,0 % waren 20- bis 64-Jährige und der Anteil der Personen, die 65 Jahre oder älter waren, machte 25,3 % aus.
| Religion / Konfession           | Jahr   | Jahr   |
| Religion / Konfession           | 2000   | 2014   |
| ------------------------------- | ------ | ------ |
| protestantisch                  | 68,2 % | -      |
| evangelisch-reformiert          | 58,2 % | 51,1 % |
| protestantische Freikirchen     | 10,0 % | -      |
| römisch-katholisch              | 14,2 % | 15,2 % |
| christlich-orthodox             | 0,6 %  | -      |
| andere christliche Konfessionen | 0,5 %  | -      |
| muslimisch                      | 5,1 %  | -      |
| buddhistisch                    | 0,1 %  | -      |
| übrige Religionen               | 0,2 %  | -      |
| keine Zugehörigkeit             | 10,4 % | -      |
| keine Angabe                    | 0,7 %  | -      |

## Wirtschaft
Hallau zählt mit zu den bekanntesten Weinbauregionen der Schweiz und gehört zum Schaffhauser Blauburgunderland. Die Rimuss-Kellerei, bekannt für die alkoholfreien Schaumweine, hat ihre Produktionsstätte in Hallau.

## Schule
Seit 1508 war das Haus des Kaplans auch gleichzeitig Schulgebäude und bis 1851 in Verwendung, es wurde Die Lernung genannt und wurde 1926 abgebrochen. Aussen war der Spruch aufgemalt:
Lernung ist besser denn Haus und Hof,

denn wann Haus und Hof hin ist,

ist Lernung noch vorhanden.
Bereits aus dem Jahr 1643 ist eine Schulordnung des Pfarrers Theodosius Indikohver erhalten.

## Klima
Für die Normalperiode 1991–2020 beträgt die Jahresmitteltemperatur 9,3 °C, wobei im Januar mit 0,2 °C die kältesten und im Juli mit 18,8 °C die wärmsten Monatsmitteltemperaturen gemessen werden. Im Mittel sind hier rund 99 Frosttage und 19 Eistage zu erwarten. Sommertage gibt es im Jahresmittel rund 50, während im Schnitt 10 bis 11 Hitzetage zu verzeichnen sind. Die Messstation von MeteoSchweiz liegt auf einer Höhe von 419 m ü. M.
|                        | Jan  | Feb  | Mär  | Apr  | Mai  | Jun  | Jul  | Aug  | Sep  | Okt  | Nov | Dez  |   |       |
| Mittl. Temperatur (°C) | 0,2  | 1,0  | 5,2  | 9,1  | 13,4 | 17,0 | 18,8 | 18,4 | 14,0 | 9,4  | 4,2 | 0,9  | ⌀ | 9,3   |
| Mittl. Tagesmax. (°C)  | 3,1  | 5,3  | 10,5 | 15,1 | 19,1 | 22,7 | 24,9 | 24,5 | 19,8 | 14,1 | 7,5 | 3,6  | ⌀ | 14,2  |
| Mittl. Tagesmin. (°C)  | −2,7 | −2,8 | 0,2  | 3,2  | 7,4  | 11,0 | 12,6 | 12,6 | 8,7  | 5,2  | 1,1 | −1,8 | ⌀ | 4,6   |
|                        |      |      |      |      |      |      |      |      |      |      |     |      |   |       |
| Niederschlag (mm)      | 72   | 56   | 55   | 57   | 77   | 76   | 79   | 71   | 53   | 65   | 63  | 82   | Σ | 806   |
|                        |      |      |      |      |      |      |      |      |      |      |     |      |   |       |
| Regentage (d)          | 10,0 | 8,7  | 9,3  | 8,8  | 10,4 | 10,4 | 11,0 | 10,3 | 8,1  | 10,3 | 9,9 | 11,4 | Σ | 118,6 |
|                        |      |      |      |      |      |      |      |      |      |      |     |      |   |       |
| Luftfeuchtigkeit (%)   | 86   | 81   | 74   | 70   | 71   | 71   | 70   | 72   | 78   | 84   | 88  | 88   | ⌀ | 77,7  |

| −2,7 |

| −2,8 |

| 0,2 |

| 3,2 |

| 7,4 |

| 11,0 |

| 12,6 |

| 12,6 |

| 8,7 |

| 5,2 |

| 1,1 |

| −1,8 |

| −2,7 |

| −2,8 |

| 0,2 |

| 3,2 |

| 7,4 |

| 11,0 |

| 12,6 |

| 12,6 |

| 8,7 |

| 5,2 |

| 1,1 |

| −1,8 |

## Fossilienfunde

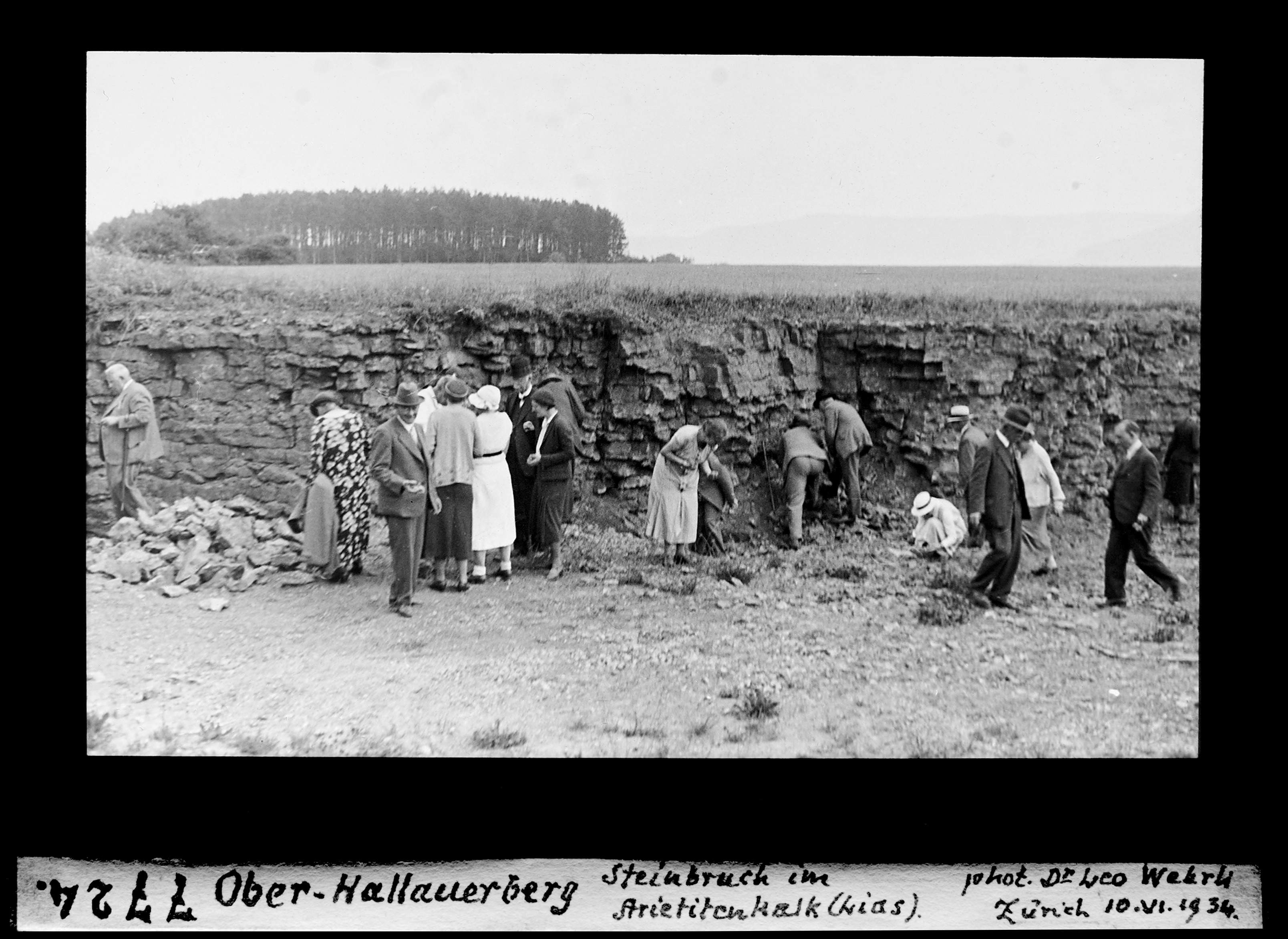
Exkursion der Volkshochschule Zürich in den Steinbruch im Arietenkalk-Formation von Oberhallau, Foto von Leo Wehrli, 1934

Aufgrund von Vorarbeiten des Geologen Ferdinand Schalch begann Bernhard Peyer 1942 mit Ausgrabungen, wobei Zähne des Morganucodon gefunden wurden, die völlige Zuordnung gelang 1978/1979 William A. Clemens.

## Sehenswürdigkeiten
- Ortsmuseum Hallau bei der Dorfkirche St. Moritz u. a. mit historischer Waffensammlung, funktionstüchtiger Bleisetzmaschine und Rokokotäfer aus dem Pfarrhaus.
- In Hallau befindet sich das Schaffhauser Weinbaumuseum.
- Seit 2022 findet am letzten September- oder am ersten Oktoberwochenende das Hallauer Herbstfest statt. Dabei wurde 2022 erstmals ein Nachtumzug durchgeführt.
- Als Wahrzeichen von Hallau gilt die Bergkirche St. Moritz, welche weithin gut sichtbar über dem Dorf steht.

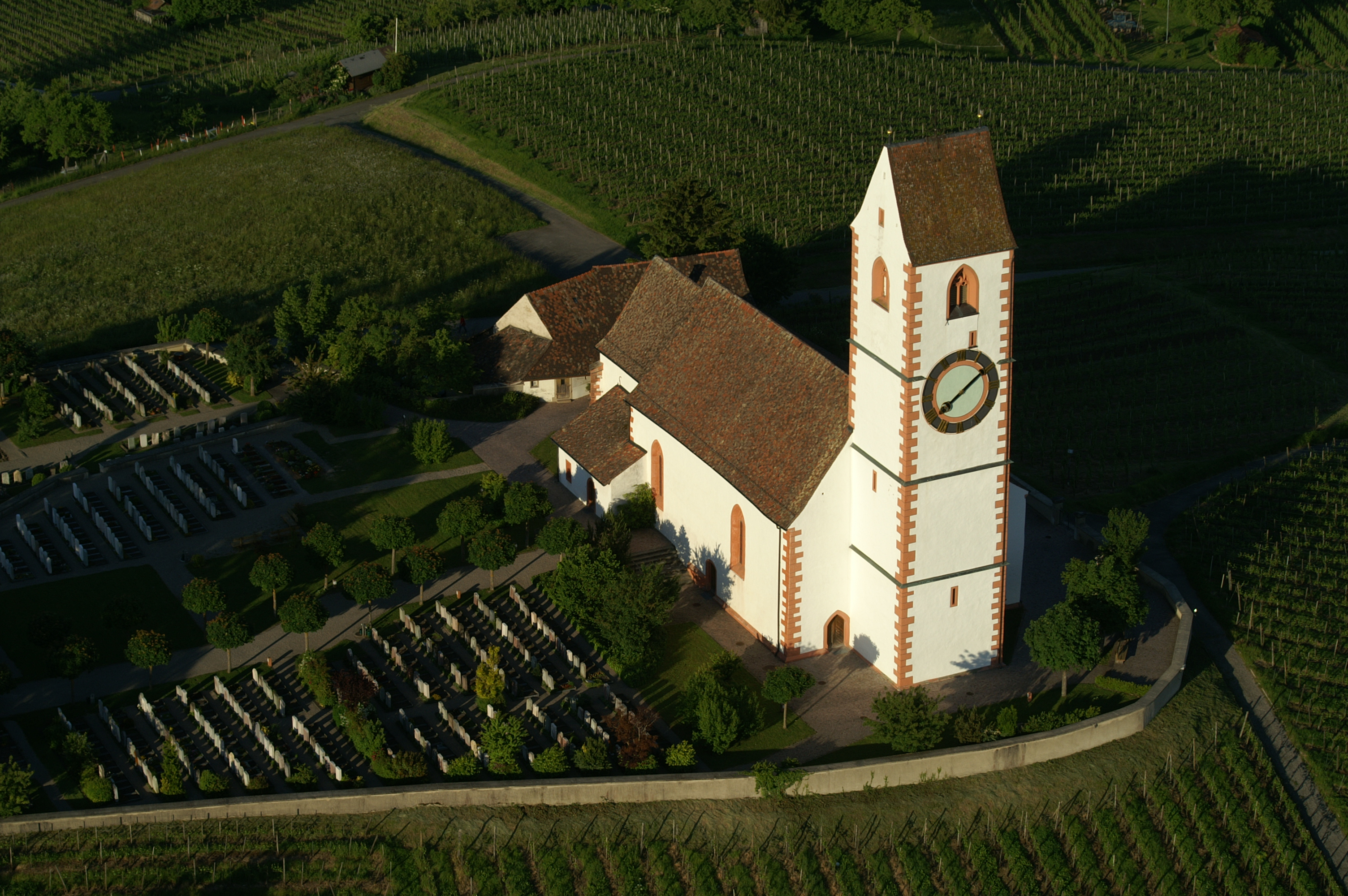
Hallauer Bergkirche aus der Vogelperspektive
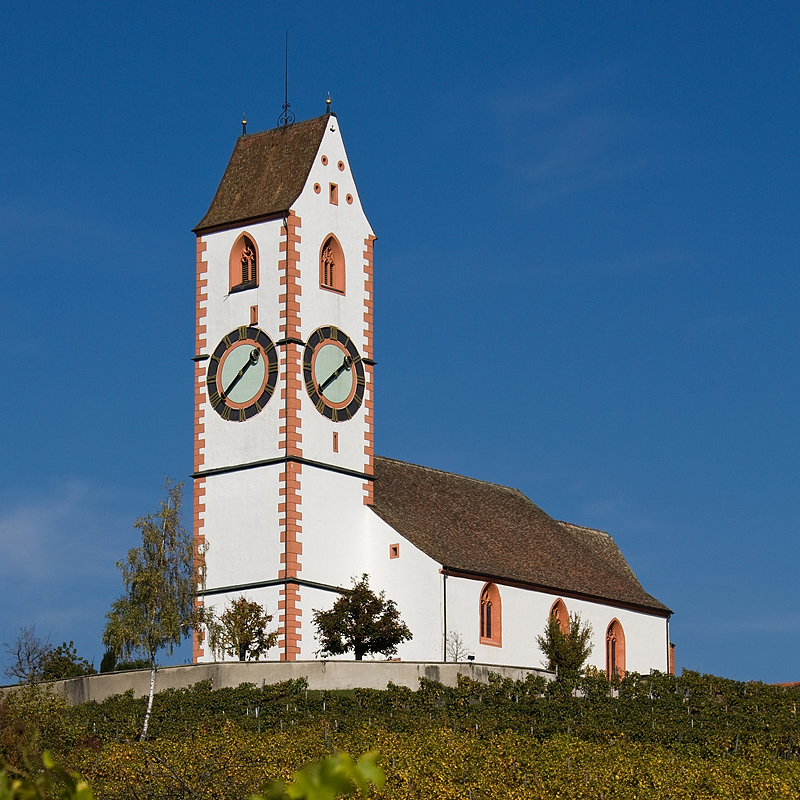
Bergkirche St. Moritz
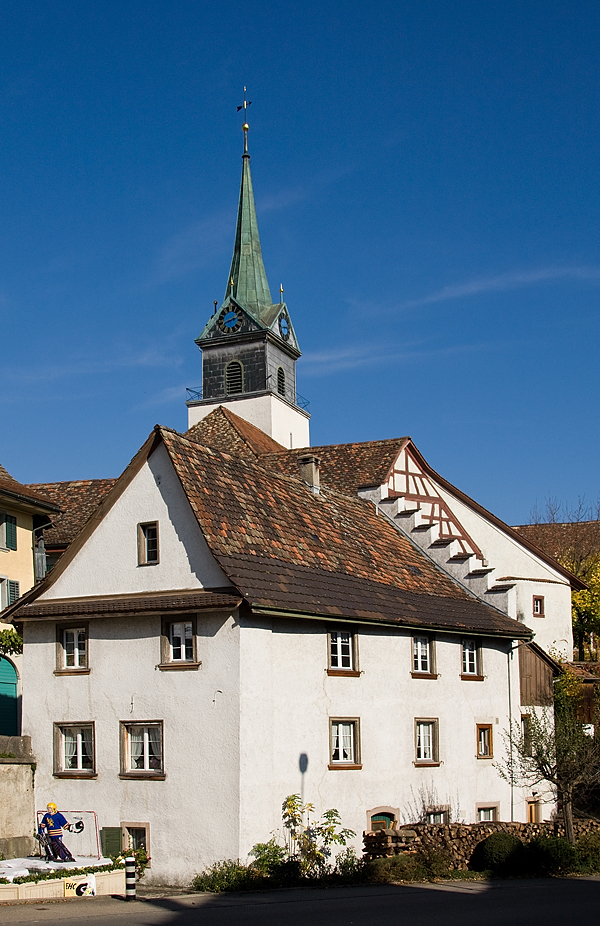
Dorfkirche St. Moritz
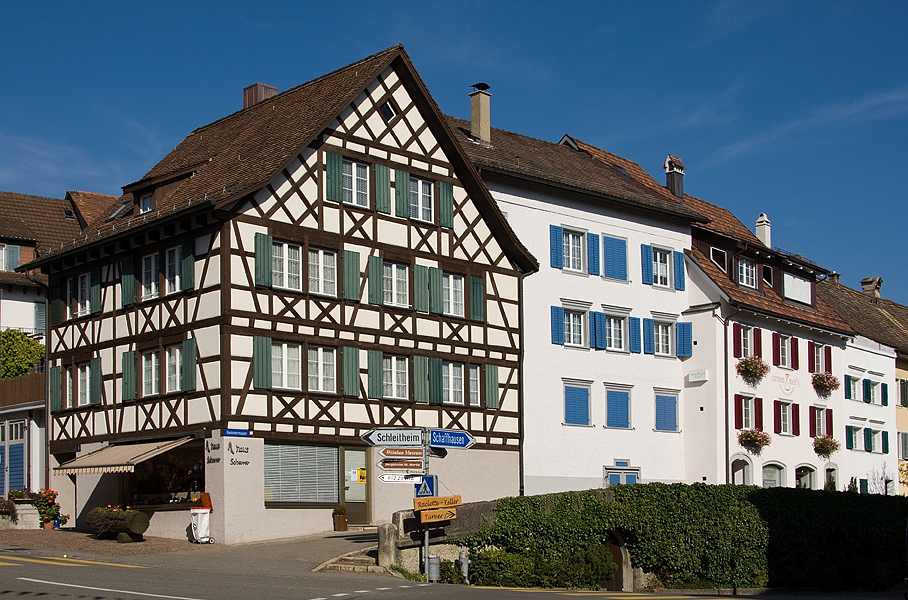
Mitten im Dorf Hallau
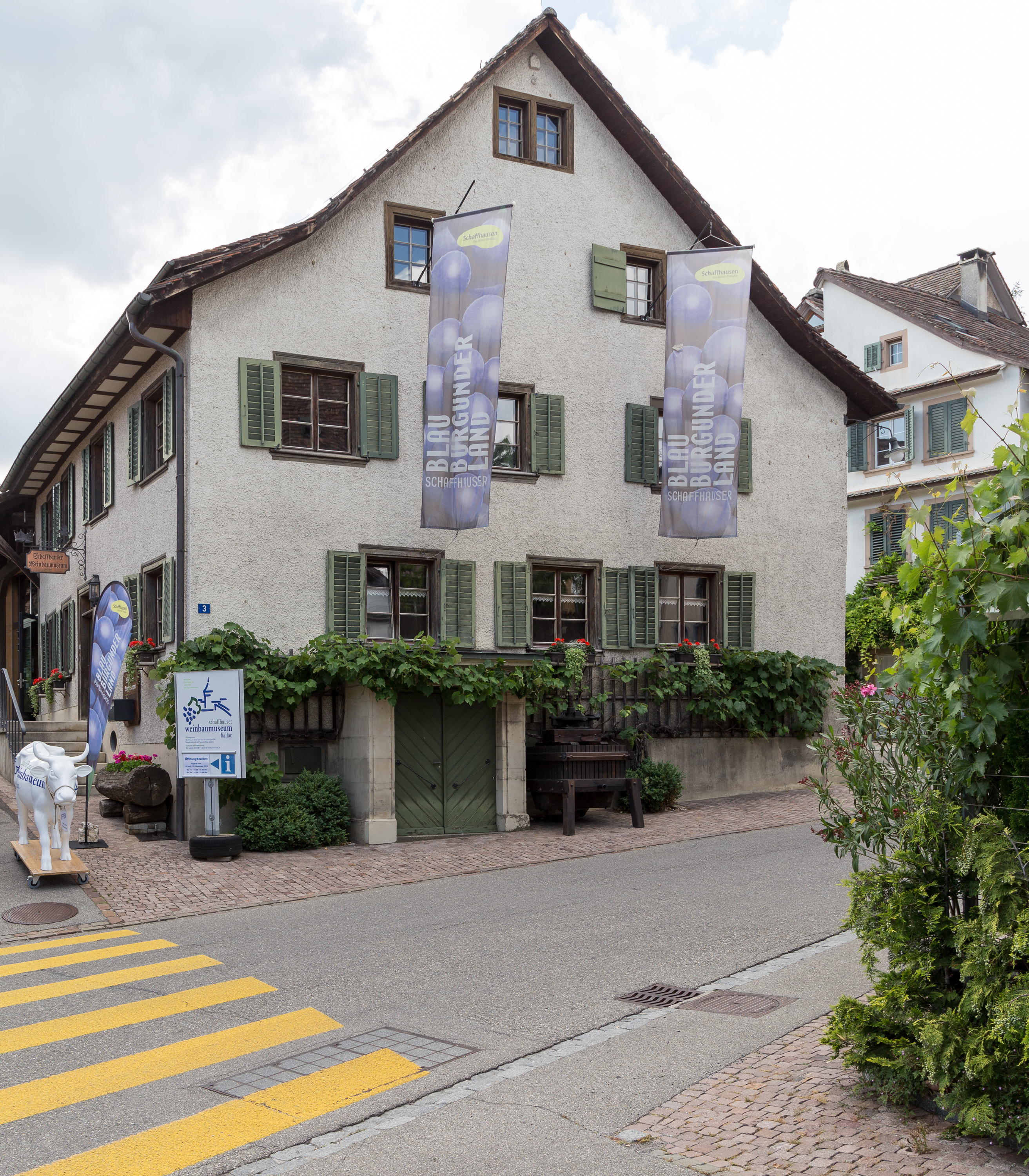
Schaffhauser Weinbaumuseum Hallau

## Persönlichkeiten
- Gottlieb Meyer (1855–1940), Druckereiunternehmer und Verleger
- Arnold Rahm (1885–1932), Politiker (BGB/SVP), Nationalrat 1931–1932
- Ernst Steiner (1920–2012), Jurist und Politiker (BGB/SVP)
- Emil Rahm (1930–2015), Unternehmer (Rimuss- und Weinkellerei Rahm) und Publizist
- Alfred Neukomm (* 1945), Politiker (SP), Nationalrat 1979–1991, Gemeindepräsident von Hallau 2013–2016
- Martina Munz (* 1955), Politikerin (SP), Nationalrätin seit 2013, wohnt in Hallau

## Sonstiges
- Der aus Unterhallau stammende Kupferschmied Arnold Rahm und seine Ehefrau Katharina, geb. Gasser, erhalten laut Amtsblatt des Kanton Schaffhausen 1874/75 die Erlaubnis zur Auswanderung nach Amerika. Bemerkung: Aufforderung zur Wiedervereinigung.[18]